# Dale (Vaksdal)
Dale o Dalekvam es el centro administrativo del municipio de Vaksdal en la provincia de Hordaland, Noruega. La localidad se asienta en el límite oeste del valle Bergsdalen y está a unos 5 km al noreste de Stanghelle, ubicada en la costa del Veafjorden. 
El pueblo está en las rutas de la ruta europea E16 y de la Bergensbanen (línea férrea), contando con una estación y también está a las orillas del río Daleelva. Tiene una superficie de 0,72 km². La villa de Dalegarden forma parte del área urbana de Dale.

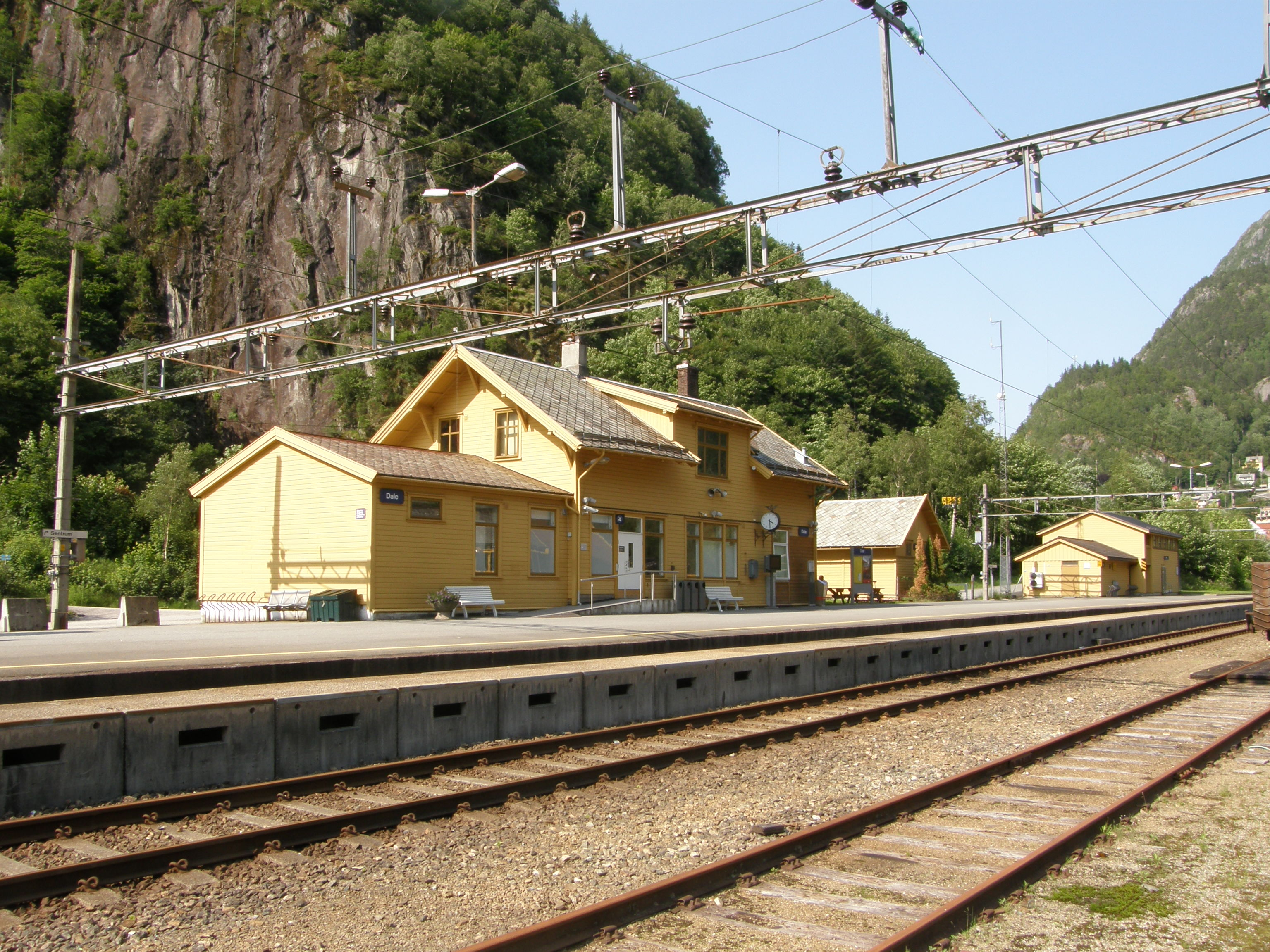
Estación de Dale

La iglesia de Dale tiene su sede en el pueblo. También es sede de compañías y fábricas textiles tales como Dale of Norway.